# قطعنامه ۱۷۴۲ شورای امنیت
قطعنامه ۱۷۴۲ شورای امنیت سازمان ملل متحد که در تاریخ ۱۵ فوریه ۲۰۰۷ تصویب شد، سندی بین‌المللی دربارهٔ اوضاع در مورد جمهوری دموکراتیک کنگو است. این قطعنامه طی نشست ۵۶۳۰ام با ۱۵ رای موافق، ۰ مخالف و ۰ ممتنع تصویب شد.